# Carniacy

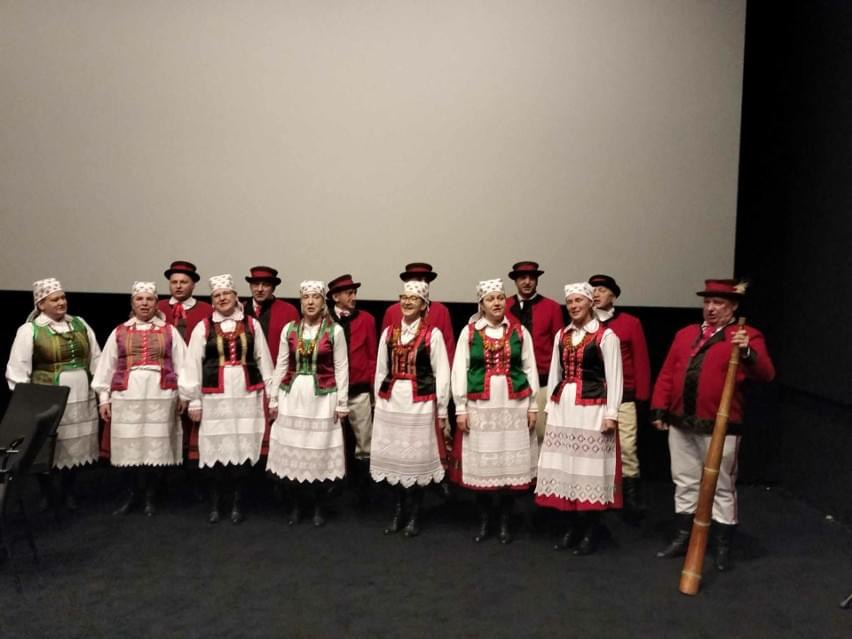
Część Zespołu „Carniacy” (2023)

Kurpiowski Zespół Folklorystyczny „Carniacy” – międzypokoleniowy zespół folklorystyczny działający w Czarni na Kurpiach Zielonych. Powstał w 1935, od 1995 działa pod patronatem istniejącego od 1991 Towarzystwa Kurpiowskiego „Strzelec” w Czarni. Od 1987 kierownikiem zespołu jest Witold Kuczyński.

## Historia
Zespół powstał w 1935 przy Związku Strzeleckim w Czarni. Inspirował się amatorskimi grupami artystycznymi z Kurpi Zielonych, głównie grupą z Zawad kierowaną przez nauczyciela Aleksandra Kopcia. Osoby z Czarni brały udział w występach grupy z Zawad, a kiedy zebrała się odpowiednia liczba młodych z Czarni, chętna do pracy artystycznej, we wsi zawiązała się nowa grupa. Opiekunami zespołu byli nauczyciel Jan Abramowicz oraz Józef Warych, założyciel Związku Strzeleckiego w Czarni.
Jednym z pierwszych występów zespołu z Czarni była prezentacja wesela kurpiowskiego w teatrze miejskim w Grodnie 7 listopada 1935. W kolejnym roku zespół brał udział w powitaniu króla Rumunii i w konkursie zespołów ludowych w Warszawie. Zespół zdobył II miejsce.
Po II wojnie światowej działalność zespołu reaktywowano w 1948. Na terenie województwa olsztyńskiego pokazywano wesele kurpiowskie. W 1949 zespół współpracował z etnochoreolożką Grażyną Dąbrowską, która przygotowała „Carniaków” na ogólnopolskie dożynki na Psim Polu we Wrocławiu. Współpracę ponowiono w latach 60. XX wieku.
W latach 50. XX w. działalność zespołu dokumentował Józef Podbielski, kierownik Szkoły Podstawowej w Czarni. Zespół podzielono na dwie grupy: młodzieżową i dorosłych. Współpracował z zespołem z Zawad, często występowali razem. W 1960 kierownictwo zespołu z Czarni przejął Tadeusz Samsel.
W 1963 zespół z Czarni występował razem z zespołem „Kurpie” działającym przy Powiatowym Domu Kultury w Ostrołęce. Po okresie zastoju zespół reaktywowano w 1984. Kierownikiem został Waldemar Warych.
W latach 1985–1987 w gminie Czarnia działały dwa zespoły: „Bandysiaki” w Bandysiach i „Czarnia” w Czarni. W 1987 zespół młodzieżowy z Czarni został rozwiązany, a Witold Kuczyński, dotychczasowy kierownik „Bandysiaków”, założył Kurpiowski Zespół Folklorystyczny „Carniacy”. Działały też grupy śpiewacze, np. Dłudzonki i Bandysionki.

## Program artystyczny
„Carniacy” prezentują tańce kurpiowskie, widowiska, śpiewy, spektakle. 
Artyści i artystki związani z zespołem zdobyli 6 Baszt na Ogólnopolskim Festiwalu Kapel i Śpiewaków Ludowych w Kazimierzu nad Wisłą.  

## Osiągnięcia zespołu
- 1991 Wojewódzki Przegląd Zespołów Kolędniczych w Ostrołęce – I miejsce,
- 1993 Międzynarodowy Festiwal Dziecięcych Zespołów Folklorystycznych w Krakowie – I miejsce,
- 1993 Ogólnopolski Festiwal Kapel i Śpiewaków Ludowych w Kazimierzu - „Złota baszta”,
- 1994 Ogólnopolski Festiwal Kapel i Śpiewaków Ludowych w Kazimierzu – I miejsce,
- 1995 Ogólnopolski Festiwal Kapel i Śpiewaków Ludowych w Kazimierzu - „Złota baszta”,
- 1995 Nagranie filmu do TVP pt. „Ty o lesie ciągle marzysz”,
- 1996 Koncert w Filharmonii Narodowej w Warszawie,
- 1998 Spektakl w Puszczy Kurpiowskiej - „Jak Kurpie do Betlejem przez Puszczę Zieloną wędrowali”,
- 1999 Uczestnik Centralnego Sejmiku Teatrów Wiejskich w Tarnogrodzie – laureat,
- 1999 Ogólnopolski Konkurs Teatralny - „Bliżej teatru” - zwycięzca,
- 2000 Koncert po krajach śródziemnomorskich z teatrem wiejskim „Węgajty”,
- 2000 I Ogólnopolski Przegląd Obrzędów Weselnych w Kadzidle I i III miejsce,
- 2000 Nagroda im. Oskara Kolberga, Medal Adama Chętnika,
- 2000 XXXIV Ogólnopolskie Sabałowe Bajania w Bukowinie Tatrzańskiej – I miejsce i „Złota Spinka Góralska”,
- 2001 Koncert w Sali Kolumnowej w kancelarii Premiera RP – Ogólnopolski Sejmik „Jak wychowywać”,
- 2001 Ogólnopolski Przegląd Zespołów Kolędniczych w Batorzu – III miejsce,
- 2002 Międzynarodowy Festiwal Zespołów Obrzędowych w Sokołowie Podl.- III nagroda,
- 2002 Ogólnopolski Festiwal Obrzędów Weselnych w Węgrowie – I m. „Statuetka Boryny”,
- 2003 Międzynarodowy Przegląd Widowisk Kolędniczych w Węgorzewie – I miejsce
- 2003 Ogólnopolski Festiwal Kapel i Śpiewaków Ludowych w Kazimierzu – I i II m. solistów, laureat w kat. Mistrz i uczeń,
- 2003 Zamkowe Kolędowanie – koncert na Placu Zamkowym w Warszawie,
- 2004 Koncert na Rynku Mariensztackim w Warszawie na „Jarmarku Wielkanocnym”,
- 2004 Europejska Biesiada Weselna w Węgrowie – II miejsc,
- 2004 Międzynarodowy Festiwal Zespołów Obrzędowych w Sokołowie Podl. - II m.,
- 2004 Ogólnopolski Przegląd Obrzędów Weselnych w Kadzidle – III m.,
- 2004 Ogólnopolski Festiwal Kapel i Śpiewaków Ludowych w Kazimierzu – koncert gościnny oraz laureat w konkursie „Mistrz i uczeń”,
- 2005 Kurpiowskie Prezentacje Artystyczne w Ostrołęce – trzy nagrody główne,
- 2006 Kurpiowskie Prezentacje Artystyczne w Ostrołęce – dwie nagrody główne[1].

## Nagrody
- Nagroda Marszałka Województwa Mazowieckiego (2017)[3][4]